# Eriochloa fatmensis
Eriochloa fatmensis là một loài thực vật có hoa trong họ Hòa thảo. Loài này được (Hochst. & Steud.) Clayton mô tả khoa học đầu tiên năm 1975.